# Estudios de género

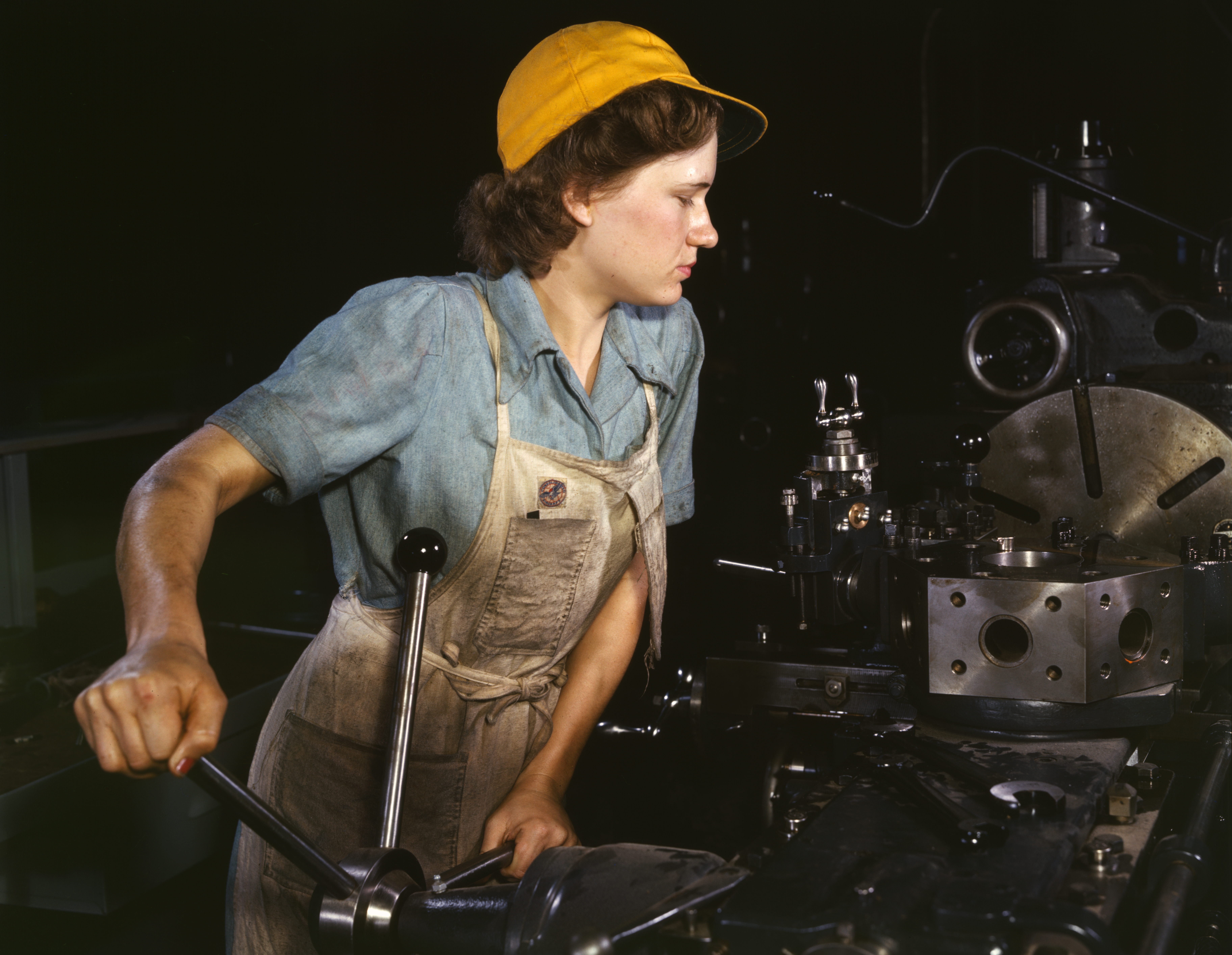
Mujer en una fábrica de armas durante la Segunda Guerra Mundial, Estados Unidos (1942).

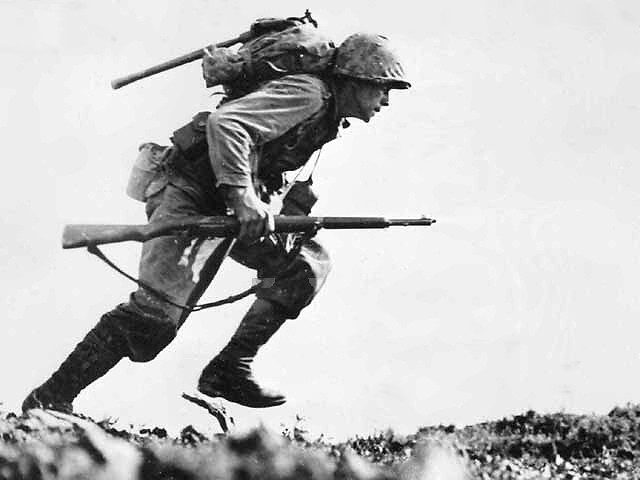
Soldado estadounidense en la Batalla de Okinawa (1945). Hasta finales del los hombres de Occidente eran obligados a alistarse e ir a las guerras, costumbre que en la actualidad sigue vigente en muchos países.

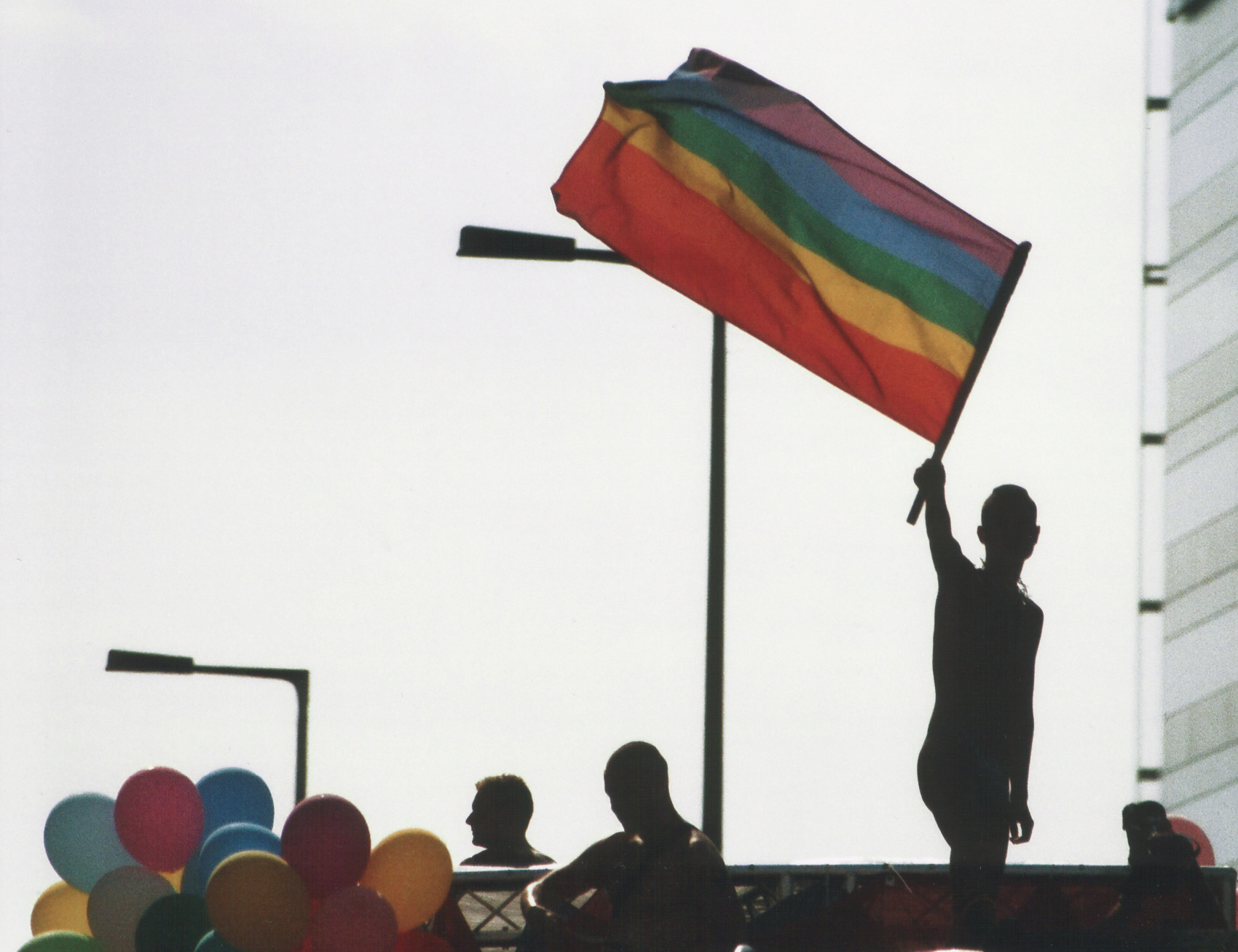
Marcha del Orgullo LGTB en Berlín, verano de 2002.

Estudios de género —del inglés gender studies— es la denominación de un campo interdisciplinario centrado en el estudio académico de diversos temas relacionados con el género como categoría central. Este incluye los estudios feministas —relativos a la mujer, feminismo, género y política—, estudios de la mujer, estudios del hombre y los estudios LGBT. En algunas ocasiones, los estudios de género se incluyen dentro de aquellos sobre sexualidad, donde pueden compartir técnicas y sustento teórico-metodológico. Tales disciplinas estudian al género y la sexualidad en campos tan variados como la literatura y el lenguaje, historia, ciencias políticas, sociología, antropología, estudios sobre el cine y los medios de comunicación, el desarrollo humano, el derecho y la medicina.
Existen varias corrientes teóricas dentro de esta rama, por lo que no hay una única forma de abordar su análisis. Dentro de estos, se puede mencionar aquella que expone la filósofa feminista Simone de Beauvoir y sus seguidores, quienes proponen el uso del término «género» para referirse a las construcciones sociales y culturales sobre la masculinidad y la feminidad, no al estatus purista de ser hombre o mujer; mientras que otros[¿quién?] indican que esta rama incluye el análisis del rol que tiene el estatus biológico de ser hombre o mujer —explicaciones anatómicas, fisiológicas y genéticas de las partes del cuerpo masculino o femenino, estructura y naturaleza de las funciones de los órganos, entre otros— en el constructo social «género».
Este campo de estudio emergió desde distintas disciplinas: la sociología a partir de la década de 1950, las teorías del psicoanalista Jacques Lacan, la antropología con las investigaciones de Rita Segato

## Género
El género, en un sentido amplio, se refiere a «los roles socialmente construidos, comportamientos, actividades y atributos que una sociedad considera como apropiados para hombres y mujeres».
Según estas teorías, el género estaría definido socialmente, por lo que la comprensión de la masculinidad y feminidad evolucionaría durante el curso de la vida. Por tanto, esos significados variarían de acuerdo con la cultura, la comunidad, la familia, las relaciones interpersonales y las relaciones grupales y normativas, y con cada generación y en el curso del tiempo; así, este término hace alusión al «conjunto de características diferenciadas que cada sociedad asigna a hombres y mujeres».

## Perspectiva de género
La perspectiva de género es un marco teórico adoptado en investigación, políticas públicas y acciones para el desarrollo, con el fin de tener en cuenta el análisis de los roles y desigualdades de género.
Dicho enfoque implica:
1. El reconocimiento de las relaciones de poder existentes entre los géneros, considerando que, en general, estas relaciones de poder favorecen a los varones como grupo social y resultan discriminatorias para las mujeres.
2. Una interpretación histórica y social de dichas relaciones, considerando que han sido construidas social e históricamente y que influyen en la constitución psíquica y social de las personas.
3. Un enfoque transversal, que entiende que las relaciones de género atraviesan todo el entramado social y se articulan con otras relaciones sociales, como las de clase, etnia, edad, orientación sexual y religión.

La perspectiva de género sostiene que las relaciones desiguales de poder entre los géneros tienen expresiones concretas en distintos ámbitos de la sociedad y la cultura: el trabajo, la familia, la política, las organizaciones, el arte, las empresas, la salud, la ciencia, la sexualidad y la historia. Esta perspectiva no es exclusivamente adoptada por las mujeres ni está dirigida exclusivamente a ellas.
En el campo de los estudios de género, no debe confundirse perspectiva de género con «ideología de género». Mientras que la perspectiva de género es un enfoque analítico sobre las relaciones entre los géneros, la «ideología de género» es la visión particular que personas o grupos adoptan respecto a dichas relaciones. Se considera que la «ideología de género», asumida consciente o inconscientemente, influye en los juicios, comportamientos y relaciones sociales de las personas.
Es habitual en los estudios de género considerar las distintas «ideologías de género» como un objeto de estudio o como una variable más en su análisis. Así, por ejemplo, una investigación puede describir y comparar las diferentes «ideologías de género» en los jóvenes de determinada región, o entre los partidos políticos en ciertos países y épocas, etc.[cita requerida]
En los últimos años, en algunos ámbitos de la opinión pública se ha usado el término «ideología de género» despectivamente para referirse a las ideas políticas favorables a la igualdad de género y la libertad sexual. Este uso del concepto ha sido promovido principal, aunque no únicamente, por sectores católicos conservadores. Dichos sectores se oponen a las reformas en la educación sexual, la legislación sobre derechos sexuales y reproductivos, y el reconocimiento de la diversidad sexual. Denuncian que estas políticas están basadas en lo que consideran «ideología de género», a la que equiparan con un dogma. El término es rechazado por activistas feministas y LGBT, considerando que busca deslegitimar los objetivos de estos movimientos y el rigor de los estudios de género.
Los estudios de género pueden proporcionar análisis acerca de las posiciones que asumen los sujetos frente a este tipo de controversias. Por ejemplo, mediante la medición, a través de escalas y cuestionarios, de las actitudes hacia el feminismo o hacia los cambios impulsados por este movimiento.

### Aspectos metodológicos
Desde esta perspectiva teórica, el género es un fenómeno que ha de estudiarse como una construcción social que se manifiesta tanto en una dimensión objetiva como subjetiva. Los estudios de género, por tanto, analizan las relaciones de género como un orden que se impone a los individuos, pero que a la vez los individuos reproducen continuamente en sus prácticas. Asimismo, las prácticas, los discursos y el contexto sociocultural de las relaciones de género pueden presentar inconsistencias y cambiar a diferentes ritmos (por ejemplo, el acceso más igualitario de las mujeres al empleo y la educación no necesariamente modifican las concepciones tradicionales sobre las relaciones entre hombres y mujeres en el hogar).
Estas articulaciones y desfases entre la dimensión de análisis micro y macro tiene implicaciones metodológicas para los estudios con enfoque de género.
- Muchos análisis complementan el uso de metodologías de investigación cuantitativas y cualitativas, para considerar tanto los aspectos estructurales, como de la subjetividad de los actores.
- Las interrelaciones entre los tiempos individual, familiar y social plantea la pertinencia de estudios longitudinales de trayectorias de vida y su conexión con las transformaciones en las familias y en los contextos sociales en que estas trayectorias se desarrollan.
- En algunas líneas de trabajo cobra importancia metodológica el análisis de las instancias mediadoras entre los niveles macro y micro social, ya que no habría una influencia directa y unívoca de las circunstancias sociales estructurales sobre las vivencias, roles y representaciones de género. Esta influencia es selectiva y heterogénea, y está mediada por otros aspectos, como el contexto familiar o las redes sociales, que tienen importancia en la vida de los individuos.
- La heterogeneidad con la que se manifiesta la desigualdad de género en distintos ámbitos ha estimulado la aplicación del análisis comparativo. Estos estudios examinan las distintas expresiones de la desigualdad en diversos sectores sociales y según múltiples variables como clase, etnia y edad.

## Influencia de los estudios de género

### Los estudios de género y la teoría psicoanalítica

#### Sigmund Freud
Mientras que algunas feministas critican la envidia del pene de Sigmund Freud por considerarla sexista, otras corrientes dentro de los feminismos apoyan lo que se conoce como psicoanálisis feminista. Teóricas feministas como Juliet Mitchell, Nancy Chodorow, Jessica Benjamin, Jane Gallop, Bracha Ettinger, Shoshana Felman, Griselda Pollock y Jane Flax han argumentado que la teoría psicoanalítica es vital para el proyecto feminista y debe, al igual que otras disciplinas, ser reformulada desde el feminismo para liberarla de los vestigios del sexismo. Shulamith Firestone, en The Dialectic of Sex, denomina al psicoanálisis freudiano como el feminismo equivocado y analiza cómo este es casi completamente preciso, con la excepción de un detalle crucial: en todas partes donde Freud escribe «pene», debería decir «poder».

#### Jacques Lacan
La teoría de Lacan sobre la sexuación organiza la feminidad y la masculinidad de acuerdo con las diferentes estructuras inconscientes. Tanto los sujetos masculinos como los femeninos participan en la organización «fálica», y el lado femenino de la sexuación es «suplementario», no principal ni complementario. La sexuación —situación sexual—, vale decir, el desarrollo de los roles de género y los juegos de roles en la infancia, cuestiona los conceptos de identidad de género como innatos o biológicamente determinados, siendo estos el resultado de la lógica significante en juego y la satisfacción asociada. Críticos como Elizabeth Grosz acusan a Lacan de mantener una tradición sexista en el psicoanálisis, mientras que otros como Judith Butler, Bracha Ettinger y Jane Gallop han utilizado el trabajo de Lacan, aunque de manera crítica, para desarrollar la teoría de género.

#### Julia Kristeva
Julia Kristeva ha desarrollado significativamente el campo de la semiótica. En su trabajo sobre la abyección, ella estructura la subjetividad sobre la abyección de la madre y sostiene que la forma en la que un individuo excluye —o desprecia— a su madre como medio para formar una identidad es similar a la manera en que las sociedades se construyen. Ella sostiene que las culturas patriarcales, al igual que los individuos, tienen que excluir lo maternal y lo femenino, para que puedan llegar a existir.

#### Mark Blechner
Los trabajos de Mark Blechner han expandido los puntos de vista psicoanalíticos del sexo y género, catalogando al psicoanálisis como la «ciencia queer pasada y futura». En su opinión, existe un «fetiche de género» en la sociedad occidental, donde se le da una enorme y desproporcionada atención al género de las parejas sexuales sobre otros factores que intervienen en la atracción sexual, como la edad o la clase social. Él propone que las palabras «homosexualidad» y «heterosexualidad» sean prefijos, dependiendo del nivel de diferencias o semejanzas existentes entre quienes conforman la pareja. La «edad heterosexual» indicaría una atracción entre personas de diferentes edades, por ejemplo. Lo que convencionalmente se llama «heterosexualidad» podría llamarse «heterosexualidad de género».
De acuerdo con Blechner, las culturas pueden tener diferentes normas respecto a lo masculino y la masculinidad, y describe el terror de los hombres occidentales a la penetración. Así, en muchas sociedades el ser gay se refiere solamente al hombre que se deja penetrar, mientras que aquellos que penetran a otros se consideran masculinos y no gais, por lo que no son víctimas de prejuicios. En otras culturas, sin embargo, la felación receptiva es la norma en la adolescencia temprana y es vista como un requisito para el desarrollo de la masculinidad normal.

## Desarrollo teórico

### Historia de los estudios de género
Tras la revolución por el sufragio universal durante el siglo XX y el Movimiento de Liberación de las Mujeres de la década de 1970, se promovió dentro del mundo feminista el «examinar activamente» las versiones más comunes y aceptadas de la historia conocida hasta ese momento. En este contexto, se gestó una nueva forma de analizar la historia, y que daría origen a los Estudios de Historia de Género.

### Estudios sobre la mujer
Los estudios de la mujer son un campo académico interdisciplinario dedicado a temas relacionados con la mujer, feminismo, género y política. A menudo incluye a la teoría feminista, historia de la mujer y la historia social —por ejemplo, la historia del sufragio femenino—, la ficción femenina, la salud de la mujer, el psicoanálisis feminista y todas aquellas prácticas influenciadas por el feminismo y los estudios de género dentro de las humanidades y las ciencias sociales.

### Estudios sobre el hombre
Los estudios sobre la masculinidad son un campo académico interdisciplinario dedicado a temas relacionados con el hombre, masculinismo, masculinidad, género y política. A menudo incluye la teoría masculinista, historia social, la ficción masculina, la salud de los hombres, el psicoanálisis masculinista y todas aquellas prácticas influenciadas por el masculinismo y los estudios de género dentro de las humanidades y las ciencias sociales. Algunos de los aportes teóricos claves intentan conciliar las interpretaciones masculinista/feminista de los estudios de género, e incluyen entre otros a Does Feminism Discriminate Against Men de Warren Farrell y James Sterba, y Gendering, Courtship and Pay Equality de Rory Ridley-Duff.

## «Ideología de género» o «teoría de género»
Las expresiones «ideología de género» y «teoría de género» son locuciones utilizadas para referirse de forma crítica a los estudios de género por quienes sostienen que los estudios de género ocultan un proyecto predefinido enfocado en la destrucción de la familia y de la sociedad, fundadas sobre un «orden natural». Según la historiadora Anne Applebaum, «ideología de género» es «un término inventado por la derecha cristiana y que se usa para describir una gran variedad de temas, desde violencia doméstica hasta derechos de los homosexuales». En 2003, el Consejo Pontificio para la Familia publicó un diccionario doctrinal en el que define la expresión «ideología de género» como la «ideología feminista» mediante la cual las mujeres «pretenden liberarse» y «la heterosexualidad, lejos de ser obligatoria, no significaría más que uno de los casos de práctica sexual».
El concepto mezcla ideas originarias de la teoría queer ─el género como construcción social─, el construccionismo social ─los roles sociales y de género─, el feminismo ─la igualdad social y legal entre hombres y mujeres─ o los estudios de género, sobre la transexualidad y la diferencia entre identidad sexual o de género y sexo biológico, para crear un pensamiento crítico que no es defendido por ninguno de los estudios anteriores. Como recurso retórico es empleado especialmente por la Iglesia católica para situarse en contra, defender sus propias ideas por oposición y criticar a sus supuestos proponentes: construccionistas sociales, feministas, activistas LGBT, transexuales, etc., además de dar a entender que existe una estrategia política unificada detrás de esta filosofía. Algunos antropólogos, al analizar los elementos definitorios de este constructo, como la exacerbación de la moral sexual como rasgo definitorio central de la propia creencia, el énfasis en la separación física y conceptual de los sexos, la infravaloración de la mujer, o el uso sistemático del término «familia» en la lucha contra colectivos feministas o LGBT, han identificado rasgos comunes a los diferentes radicalismos religiosos operantes desde los años sesenta.
En diversas ocasiones, el papa Francisco se ha referido a la ideología de género, a la que ha criticado desde varias perspectivas, incluso afirmando que un gran enemigo del matrimonio es la teoría de los géneros, y la ha calificado de maldad.
Según una carta pastoral del obispo de Córdoba, Demetrio Fernández,

La ideología de género es una filosofía, según la cual el sexo ya no es un dato originario de la naturaleza, que el hombre debe aceptar y llenar personalmente de sentido, sino un papel social del que se decide autónomamente.
Demetrio Fernández, obispo de Córdoba

El cardenal Robert Sarah, arzobispo emérito de Conakry, Guinea, prefecto de la Congregación para el Culto Divino y la Disciplina de los Sacramentos y presidente del Pontificio Consejo Cor Unum, consideraba en 2016 que existen «dos fuerzas diabólicas: el ISIS o Estado Islámico y la teoría del género». En enero de 2025, el término «ideología de género» fue empleado en una orden ejecutiva firmada por el presidente de EE. UU. Donald Trump titulada «Defendiendo a las mujeres del extremismo de la ideología de género y restaurando la verdad biológica en el Gobierno Federal», que pretende eliminar el reconocimiento oficial de las personas transgénero y revertir sus garantías jurídicas.